# Johan Prasetyo
Johan Prasetyo (* 7. Juni 1982 in Semarang) ist ein ehemaliger indonesischer Fußballspieler und heutiger Fußballtrainer. Zurzeit ist er Co-Trainer des indonesischen Erstligisten Persik Kediri.

## Karriere
Prasetyo begann seine Karriere 2001 bei Arema Indonesia und wechselte zwei Jahre später zum damaligen Spitzenteam Persik Kediri, mit denen er 2003 und 2006 den Titel der indonesischen Liga gewinnen konnte. 2007 musste er aufgrund von Verletzungen seine Fußballschuhe an den Nagel hängen. 
Nach seiner kurzen Karriere als Spieler errang er Trainerlizenzen für Indonesien und den AFC und arbeitet seit 2018 als Co-Trainer bei Persik Kediri.